# Okręty podwodne typu Västergötland
Okręty podwodne typu Västergötland – szwedzkie okręty podwodne o napędzie diesel-elektrycznym, które zaczęły wchodzić do służby w Szwedzkiej Marynarce Wojennej w 1987. Zbudowano 4 okręty, z których 2 przebudowano do standardu okrętów nowego typu, a dwa sprzedano Marynarce Wojennej Singapuru. Okręty znane są także jako typ A17.

## Historia
Bazując na doświadczeniach wyniesionych z projektowania i budowy okrętów podwodnych typu Näcken (A14) w Szwecji opracowano projekt nowych udoskonalonych okrętów podwodnych. Początkowo nowe jednostki miały otrzymać napęd pomocniczy złożony z silników działających niezależnie od dostępu powietrza atmosferycznego, jednak ostatecznie z powodu opóźnień prac nad tym napędem zdecydowano o wyposażeniu tych jednostek w napęd konwencjonalny. Zamówienie na budowę 4 okrętów, które otrzymały oznaczenie A17 typ Västergötland zostało złożone w stoczni Kockmus w Malmö. Budowę pierwszego okrętu serii, „Västergötland”, rozpoczęto w stoczni Kockmus 10 stycznia 1983. Okręt wszedł do służby w listopadzie 1987. Ostatnie dwie jednostki serii, które weszły do służby w 1989 i 1990, postanowiono gruntownie przebudować i wyposażyć w siłownię wyposażoną w silnik Stirlinga, który nie potrzebuje do działania powietrza atmosferycznego. Nowe okręty przebudowano przez dodanie nowej, 12-metrowej sekcji. Zakres zmian spowodował klasyfikowanie tych jednostek jako nowy typ okrętów nazwanych typem Södermanland. Dwie starsze jednostki typu Västergötland zostały w 2005 sprzedane Singapurowi.

## Zbudowane okręty
- HMS „Västergötland” – rozpoczęcie budowy 10 stycznia 1983, wodowanie 17 września 1986, wejście do służby 27 listopada 1987, w 2005 przeniesiony do rezerwy, a następnie sprzedany do Singapuru
- HMS „Hälsingland” – rozpoczęcie budowy 1 stycznia 1984, wodowanie 31 sierpnia 1987, wejście do służby 20 października 1988, w 2005 sprzedany do Singapuru
- HMS „Södermanland” – rozpoczęcie budowy w 1985, wodowanie 12 kwietnia 1988, wejście do służby 21 kwietnia 1989, w 2003 poddany gruntownej przebudowie polegającej na instalacji nowej 12 metrowej sekcji z silnikiem Stirlinga
- HMS „Östergötland” – rozpoczęcie budowy 1986, wodowanie 9 grudnia 1988, wejście do służby 10 stycznia 1990, w 2004 przebudowa i instalacja nowego napędu z silnikiem Stirlinga.